# Upingtonia
Lijdensrust, oficialmente República de Lijdensrust, fue una república bóer de corta duración en la zona de la actual Namibia. Declarada el 20 de octubre de 1885, originalmente se llamaba Upingtonia, pero cambió su nombre poco después porque el motivo de su nombre original resultó inútil. En 1887 se fusionó con el África del Sudoeste Alemana .

## Historia
Entre los años 1874 y 1880, los agricultores emigraron del Transvaal a lo que entonces era el sur de Angola. Allí entraron en conflicto con las autoridades coloniales portuguesas y algunos de ellos decidieron regresar al Transvaal, mientras que otros emigraron más al sur.
En 1885, William Worthington Jordan compró una extensión de tierra (cincuenta mil kilómetros cuadrados) al jefe ovambo Kambonde por trescientas libras, pagada con veinticinco armas de fuego, un caballo salado y un barril de brandy.  Esta tierra se extendía por casi 170 kilómetros (105,6 mi) desde Okaukuejo en el oeste hasta Fischer's Pan en el este.  El jefe Kambonde contó con la ayuda de Jordan para derrotar a su rival por el poder, Nehale.
Entre 1876 y 1879, en la época del Dorsland Trek, los bóeres habían cruzado la zona en dirección a Angola. En 1885, algunos de estos excursionistas regresaron y se establecieron en Grootfontein, en un terreno que Jordania les había cedido gratuitamente. La República de Upingtonia fue declarada el 20 de octubre de 1885. En ese momento, la población de Upingtonia rondaba los quinientos colonos. El estado lleva el nombre de Thomas Upington, primer ministro de Cape Colony, de quien el nuevo estado esperaba apoyo. Sin embargo, poco se hizo. En 1886, bajo la influencia de los bóeres que regresaban al Transvaal desde el sur de Angola, el nombre se cambió de Upingtonia a Lijdensrust o Lydensrust.
La capital de la efímera república fue Grootfontein y su jefe de Estado fue el presidente George Diederik P. Prinsloo . El nuevo estado luchó contra los herero y pasó a depender de la protección alemana. En 1886, Nehale Mpingana mató a Jordania y la república se derrumbó. Al año siguiente, el área que había cubierto se incorporó al África del Sudoeste Alemana.